# Eidus Bentian
Eidus Bentian (Daugavpils, 1880. január 15. – Auschwitzi koncentrációs tábor, 1944./1945) litván zsidó származású újságíró, pártmunkás, fogtechnikus.

## Élete
Eidusz Berkó és Bürger Liusi gyermeke. Fiatalon, már 16 éves korában bekapcsolódott az orosz munkásmozgalomba. Az 1905-ös orosz forradalomban a cári hatalom ellen harcolt a barikádokon, majd - annak bukása után - Németországba ment, ahol kitanulta a fogtechnikus szakmát és részt vett a helyi munkásmozgalomban is. Berlinben megismerkedett Karl Liebknechttel és August Bebellel, sőt állítólag Leninnel is. 1909-ben Magyarországra jött, s Szegeden telepedett le, ahol Heller Ödön megfestette arcképét, ami a városi múzeum gyűjteményében megtalálható. Itt bekapcsolódott a helyi szociáldemokrata párt munkájába. 1918-1919-ben részt vett a szegedi forradalmi akciókban. Cikkeket (pl. „Az orosz forradalom és a béke”, Délmagyarország, 1918. január 1.), illetve irodalmi műveket (verseiből és rövid prózai írásokból álló füzete jelent meg 1919-ben „Munka után” címmel) is írt, továbbá jiddis nyelvre fordította Ady, Kosztolányi és Juhász Gyula verseit. A munkáskultúra fejlesztésén (pl. munkáskönyvtár megszervezésén) fáradozott és művészek mecénása volt. A Magyarországi Tanácsköztársaság összeomlása után kétszer is letartóztatták, s bebörtönözték. Baráti kapcsolatokat ápolt Móra Ferenccel, Juhász Gyulával, Radnóti Miklóssal, illetve József Attilával, akit rendszeresen vendégül látott Szegeden és amiről egy 1928-ban tőle kapott levél is tanúskodik, amelyben segítséget kér Bentiantól, hogy előfizetőket gyűjtsön megjelenő könyvéhez. Jó ideig nála lakott Károlyi Lajos festő is. A háború idején szervezte a háborúellenes mozgalmat, 1944. április 4-én azonban lefogták, internálták, előbb Kanizsára, majd Sárvárra vitték. 1949-ben 1945. június 15-ei dátummal nyilvánította holttá a szegedi járásbíróság, e szerint a németek deportálták Auschwitzba, ahol 1945 május havában életét vesztette.
Arcképét Heller Ödön festette meg.

## Családja
Felesége Seldin Chassia (Dvinszk [Daugavpils], 1886. január 21. – Budapest, 1960. december 26.) volt, gyermekeik Eidus Lívia fogorvos (szül. 1910) és Eidus László kutatóorvos (1913 körül–1979). Unokája Kőszeg Ferenc szerkesztő, tanár, politikus.

## Fő műve
- Munka után (versek és rövid prózák; Szeged, 1919)